# Мафи, Аманаки
Аманаки Лелеи Мафи (англ. Amanaki Lelei Mafi, родился 11 января 1990 года в Тофоа) — японский профессиональный регбист тонганского происхождения, стягивающий (восьмой) клуба «Мельбурн Ребелс» из чемпионата Супер Регби и сборной Японии. Некоторое время выступал за английский «Бат».

## Биография

### Игровая карьера
Окончил тонганский колледж 'Ателе, выступал за сборную Тонга до 20 лет на молодёжном чемпионате мира 2009 года. В 2010 году поступил в японский университет Ханадзоно, играл за команду университета в японском студенческом чемпионате Кансай. Профессиональную карьеру начал в 2014 году за клуб Топ-Лиги «НТТ Коммуникейшнз Шайнинг Аркс». В том же году был одновременно вызван в сборные Тонга и Японии для ноябрьских тест-матчей, однако сделал выбор в пользу Японии, что посчитал особенно важным тренер японцев Эдди Джонс, и дебютировал в матче против Румынии.
Из-за перелома бедра со смещением Мафи пропустил восемь месяцев, и это угрожало его регбийной карьере, однако он успел восстановиться к чемпионату мира 2015 года и попал в заявку сборной. Он сыграл в матче против ЮАР, и именно его пас на Кэйри Хескета стал решающим и помог японцам вырвать победу 34:32; он же занёс по попытке в матчах против Шотландии (поражение 10:45) и США (победа 28:18). После сезона Топ-Лиги 2015/2016 его пригласил клуб «Бат» из чемпионата Англии по регби на правах аренды, однако уже после 7 игр Мафи ушёл со скандалом из клуба, рассорившись с клубным врачом. В августе 2016 года он стал игроком «Мельбурн Ребелс» из Супер Регби. 19 ноября он получил приз лучшего игрока матча после игры против Уэльса (30:33).

### Уголовное преследование
15 июля 2018 года в новозеландском городе Данидин, где днём ранее состоялась игра Супер Регби между «Мельбурн Ребелс» и «Хайлендерс» (мельбурнский клуб проиграл 37:43), произошёл инцидент. Ломети Тимани, одноклубник Мафи, во время ужина в доме своего старшего брата Сионе был жестоко избит Мафи и насильно затолкан в автомобиль, откуда он с большим трудом выбрался, когда машина остановилась на запрещающий сигнал светофора. Тимани сумел дозвониться до Сионе и рассказал ему о случившемся, заявив, что ему угрожали смертью. На основе показаний Мафи и Тимани выяснилось, что Тимани находился в состоянии сильного алкогольного опьянения и в неподходящий момент выразился нецензурно в адрес сестры Мафи, в ответ на что тот начал угрожать Тимани расправой, несмотря на его попытки извиниться. Данидинский окружной суд запретил Мафи видеться с Тимани на время следствия, оба игрока были оштрафованы клубом на сумму в 15 тысяч австралийских долларов, а японский клуб «Шайнинг Аркс» дисквалифицировал Мафи до окончания следствия. По новозеландским законам, Мафи грозило до 5 лет тюремного заключения.

## Статистика в Супер Регби
Данные приведены по состоянию на 15 июля 2018 года.
| Сезон | Клуб            | Игры | В старте | На замену | Минут | Попытки | Реализации | Штрафные | Дроп-голы | Очки | Жёлтые карточки | Красные карточки |
| ----- | --------------- | ---- | -------- | --------- | ----- | ------- | ---------- | -------- | --------- | ---- | --------------- | ---------------- |
| 2017  | Мельбурн Ребелс | 15   | 15       | 0         | 1168  | 1       | 0          | 0        | 0         | 5    | 0               | 0                |
| 2018  | Мельбурн Ребелс | 15   | 15       | 0         | 1138  | 6       | 0          | 0        | 0         | 30   | 1               | 0                |
| Итого | Итого           | 30   | 30       | 0         | 2306  | 7       | 0          | 0        | 0         | 35   | 1               | 0                |